# Taktakenéz, Borsod-Abaúj-Zemplén
Taktakenéz este un sat în districtul Szerencs, județul Borsod-Abaúj-Zemplén, Ungaria, având o populație de 1.310 locuitori (2011). 

## Demografie
Componența etnică a satului Taktakenéz
     Maghiari (81,52%)
     Romi (18,48%)
Componența confesională a satului Taktakenéz
     Reformați (38,93%)
     Romano-catolici (33,13%)
     Fără religie (4,66%)
     Necunoscută (22,9%)
     Greco-catolici (0,38%)
     Alte religii (2,06%)
Conform recensământului din 2011, satul Taktakenéz avea 1.310 locuitori. Din punct de vedere etnic, majoritatea locuitorilor (81,52%) erau maghiari, cu o minoritate de romi (18,48%). Nu există o religie majoritară, locuitorii fiind reformați (38,93%), romano-catolici (33,13%) și persoane fără religie (4,66%). Pentru 22,9% din locuitori nu este cunoscută apartenența confesională.